# Landevieille
 Landevieille  es una población y comuna francesa, en la región de Países del Loira, departamento de Vendée, en el distrito de Les Sables-d'Olonne y cantón de Saint-Gilles-Croix-de-Vie.

## Demografía
| 568 | 629 | 616 | 630 | 646 | 791 |
| Para los censos de 1962 a 1999 la población legal corresponde a la población sin duplicidades (Fuente: INSEE [Consultar]) |     |     |     |     |     |